# Сан Руози-Чералди (Казерта)
Сан Руози-Чералди је насеље у Италији у округу Казерта, региону Кампанија.
Према процени из 2011. у насељу је живело 48 становника. Насеље се налази на надморској висини од 108 м.